# Lishán didán jezik
Lishán didán jezik (= naš jezik; galihalu, lakhlokhi, lishanán, lishanid nash didán; ISO 639-3: trg), istočnoaramejski jezik koji se izvorno govorio na iranskom dijelu Azerbajdžana i jugoistočnoj Turskoj, danas pretežno u Izraelu, 4230 govornika (2001.) u Izraelu, ostali u Azerbajdžanu i Gruziji, ukupno 4450.
Ponekad ga pogrešno nazivaju judeokurdski ili azerbajdžanski kurdski. Ima nekoliko dijalekata nazvanih po lokalitetima (mahabadski u Mahabadu, salmāski u Salmāsu, i drugi). Piše se hebrejskim pismom.

## Vanjske poveznice
- Ethnologue (14th)
- Ethnologue (15th)